# Barkbröd

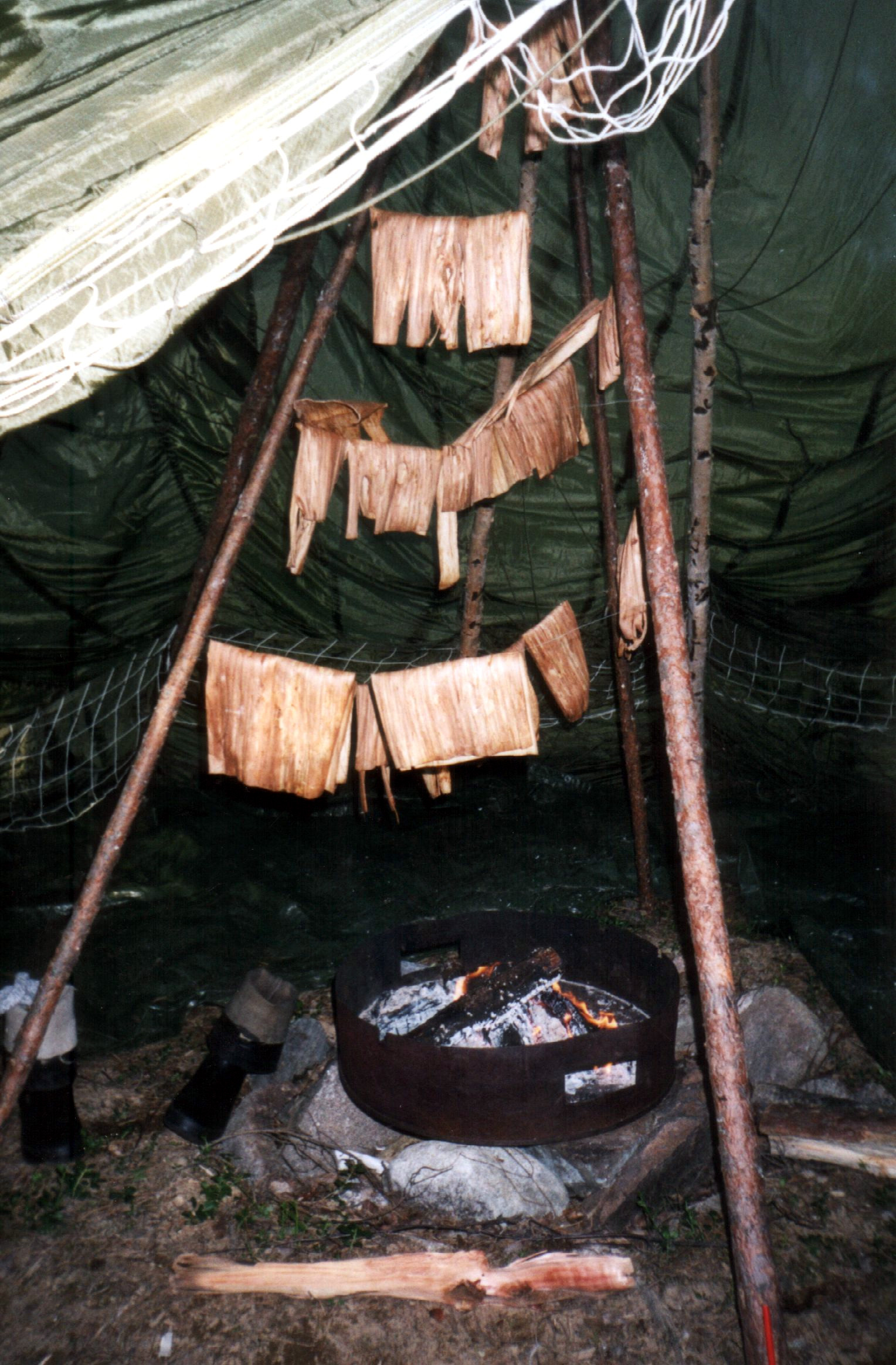
Rostning av innerbarken från tall över öppen eld.

Barkbröd var en förr, under missväxtår och hungersnöd i bland annat Nordens fattigare trakter, ofta bakad brödsort, som vanligen bestod av en blandning av barkmjöl av tall, men även av björk, alm,asp, lind med flera, samt råg- och/eller vetemjöl. Almen var den mest eftersökta av alla träd, den ansågs mest närande och var enklast att bereda.  Under hungersnöden 1596-98, vilken omfattade hela riket och grannländerna var barkbröd en överlevnadsfråga. Uppgifter finns nedskrivna från fyra landskap; Västergötland, Värmland, Dalarna och Hälsingland.  I vissa trakter blandades bark i mjölet även under helt normala skördebetingelser.
I Oppland fylke i Norge blandade man i bark tillsammans med lavar och mossarter i nödårsmjölet. De trädslag som främst användes var lind, ask och alm och det gick så långt, att lindarna närmast utrotades i Oppland under 1700-talet. Även i Sverige blandades lavar, främst renlav, vid brödbakning. På uppdrag av myndigheterna företog länsagronomen i Kopparbergs län 1868 resor i Dalarnas bygder för att undervisa ”uti bakning af lafarter”. 
1867 skriver hemmansägare Brännström i Lövånger i sin dagbok: ”Ingenstädes funnits vi rent bröd, utan det bestod överallt av hackad och malen halm, lav eller furubark. På några ställen fanns gröt, kokad av granlav, ävensom av den frusna omogna säden …” 
Fortfarande vid 1900-talets början förekom någon gång barkbröd i Finland och Norrbotten. I dag finns barkmjöl att köpa i en del hälsokostbutiker.
Samerna blandade barkmjöl i soppor och grytor och fick därigenom både energi och C-vitamin. De skördade bark från levande tallar, vilket kan ses i de spår som brukar kallas för samiska barktäkter. I Sverige har man funnit en barktäkt som är 3 000 år gammal, men man tror bruket är betydligt äldre än så. Man har funnit barktäkter liknande de man funnit i Sverige på tallar även i norra Sibirien, i USA och Kanada..

## Tillredning och näring
Det är inte den yttre barken som används, utan ett tunt skikt (floem) som finns mellan veden och ytterbarken ("det vita intill träet", "savslingorna"). Smaken är kraftigt besk, och för fura även kådig. Man skördar barken på våren då saven stiger och det släpper lätt, därefter torkas den och rostas tills den blir skör och möjlig att finfördela och sikta till ett mjöl.
Barkmjöl har även använts till gröt; ”Barkmjöl användes även till gröt. Man kokade först välling av rågmjöl och redde sedan av med barkmjöl.”
Energiinnehållet i mjöl av tallbark är 82 kcal (343 kJ) per 100g, att jämföra med rågmjölets 325 kcal (1359 kJ).

## Annat nödbröd
Även vårlök kan dryga ur kosten missväxtår.